# Ernst Förstemann
Ernst Wilhelm Förstemann, né le 18 septembre 1822 à Dantzig (province de Prusse-Occidentale) et mort le 4 novembre 1906 à Charlottenbourg province de Brandebourg), est un bibliothécaire, linguiste, historien et mathématicien prussien qui est directeur de la Bibliothèque d'État de Saxe (en allemand : Sächsische Landesbibliothek) à Dresde.

## Biographie
Ernst Förstemann est fils de Wilhelm August Förstemann (de), professeur de mathématiques à Dantzig. Jusqu'en 1844, il étudie la linguistique comparée à l'université Frédéric-Guillaume de Berlin, où il obtient son doctorat. De 1844 à 1851, il travaille comme précepteur et enseignant au lycée de sa ville natale. En 1851, il s'installe à Wernigerode où il enseigne dans un lycée et est archiviste et bibliothécaire à la bibliothèque Stolberg (de). En 1865, il est nommé au poste de bibliothécaire principal à la bibliothèque publique royale de Dresde. En 1887, il démissionne de son poste et poursuit son activité jusqu'en 1898 dans des bibliothèques plus petites au service de la famille royale saxonne. En 1900, il s'installe dans un quartier de Berlin, Charlottenbourg, où il meurt en 1906.

## Contributions

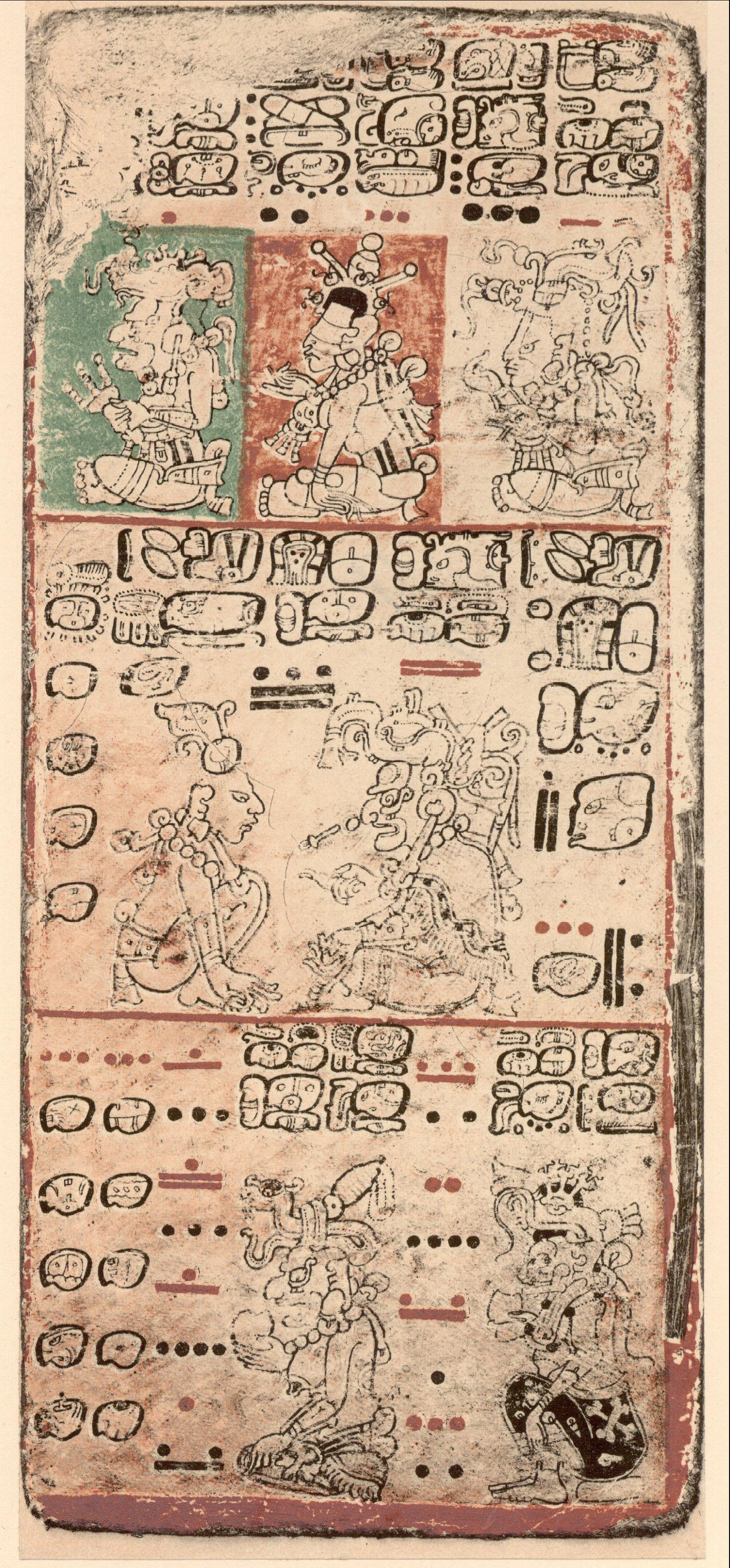
P.9 du Codex de Dresde
Au centre, le dieu Itzamna (dr.) discutant avec le dieu du maïs.

L‘importance de son travail réside d‘abord dans le domaine linguistique. On note sa publication Altdeutsches Namenbuch (lexique de l'allemand ancien), un traité en deux volumes sur l'onomastique et la toponymie germaniques depuis le XIIe siècle.
Sa nomination à la bibliothèque de Dresde le conduit à réaliser des travaux déterminants sur la civilisation maya. En effet, cette bibliothèque possède depuis 1739 le codex de Dresde, un document identifié comme étant un manuscrit maya, mais que personne n'a pu déchiffrer. Ernst Förstemann réussit, à partir de ce seul document, à élucider les systèmes numérique, astronomique et calendaire du monde maya.

## Reconnaissance
Un honneur spécial lui est accordé en le faisant apparaître dans le « Fürstenzug » (ou Procession princière) de Dresde, une longue frise murale faite de carreaux de porcelaine représentant principalement la longue lignée des souverains de Saxe du XIIe au XXe siècle mais aussi des scientifiques, artistes, artisans ou soldats.

## Œuvres (extrait)
- (de) Ernst Förstemann, Altdeutsches namenbuch [« Lexique de l’allemand ancien »], vol. 1 : Personennamen, Nordhausen, Ferd. Förstemann, 1856; Bonn, P. Hanstein, 1900, deuxième édition (réimpression de la deuxième édition : Altdeutsches Namenbuch, vol. 1 : Personennamen, Munich / Hildesheim, Wilhelm Fink / Georg Olms, 1966). [« Onomastique »].
- (de) Ernst Förstemann, Altdeutsches namenbuch [« Lexique de l’allemand ancien »], vol. 2 : Ortsnamen, Nordhausen, Ferd. Förstemann, 1859; Nordhausen, Ferd. Förstemann, 1872, deuxième édition; Bonn, P. Hanstein, 1913-1916, troisième édition éditée par H. Jellinghaus (réimpression de la troisième édition : Altdeutsches Namenbuch, vol. 2 : Ortsnamen, Munich / Hildesheim, Wilhelm Fink / Georg Olms, 1967). [« Toponymie »].
- (de) Ernst Förstemann, Erläuterungen zur Mayahandscrift der Königlichen öffentlichen Bibliothek zu Dresden [« Explications sur le manuscrit maya de la Bibliothèque publique royale de Dresde »], Dresde, Warnatz & Lehmann, 1886.
- (de) Ernst Förstemann, Commentar zur Mayahandscrift der Königlichen öffentlichen Bibliothek zu Dresden [« Commentaire sur le manuscrit maya de la Bibliothèque publique royale de Dresde »], Dresde, Richard Bertling, 1901.